# خاندان آزای
خاندان آزای (به ژاپنی: 浅井氏 Azai-shi) یکی از دایمیوهای ژاپن در دوره سنگوکو بود. مقر این خاندان ولایت اومی (استان شیگای امروزی) بود. خاندان ازای به همراه خاندان آساکورا مخالف اودا نوبوناگا در قرن ۱۶ بودند.